# 石德懋
石德懋（Leon-Jean-Marie De Smedt，1881年12月3日—1951年11月16日），圣母圣心会会士，天主教西湾子教区主教。

## 生平
1881年12月3日，石德懋生于比利时东弗兰德省的圣尼古拉，1899年17岁入聖母聖心會小修院，1905年7月16日在司各特晋升神父。
同年11月22日（一说1906年10月22日）石德懋受圣母圣心会派遣，来到蒙古西湾子傳教。1913年成为修道院院长。1923年担任西湾子省会长。1927年回国任鲁汶大修院院长。1930年10月8日再度担任西湾子省会长。1931年12月14日，教廷任命为西湾子代牧區宗座代牧，接替去世的藍克復主教。1932年4月17日，在西灣子主教座堂接受祝圣，由绥远代牧葛崇德主教主礼，热河助理南阜民主教、集宁代牧张智良主教襄礼。
太平洋战争爆发后，石德懋等比利时传教士被日军关押在山东省潍县乐道院和北平集中营，直到1945年获释。1946年4月11日，羅馬教廷在中国建立聖統制，石德懋成为西湾子教区正权主教。不久国共内战爆发，西湾子成为内战前线，主教座堂毁于炮火，石德懋移居張家口。
1951年5月24日，石德懋主教为辅理主教张克兴举行祝圣仪式。1951年9月20日，石德懋主教和蓝宁神父以多项罪名被張家口軍管會逮捕，聖母軍同时遭取缔。同年11月16日（一说24日），石德懋在狱中去世，终年69岁。其他传教士此后均被驱逐。